# Ил
 Тази статия е за византийския военачалник.  За реката във Франция вижте Ил (приток на Рейн).  
Ил (на латински: Illus, на гръцки: Ἰλλός; † 488, Исаврия) e византийски военачалник от исаврийски произход, който играе важна роля по времето на управлението на императорите Зенон и Василиск.

## Биография
Ил поддържа заедно с брат си Трокунд през януари 475 бунта на Василиск против Зенон, след това през август 476 помага обаче на Зенон да се върне обратно от изгнание.
В началото той е лоялен към Зенон. Получава консулат (478); разбива узурпатора Маркиан през 479 г., отвреме – навреме е обаче против императорската вдовица Верина. През 483 г. той е обявен за държавен враг, заради разногласие по отношенние на Флавий Лонгин, по-младия брат на Зенон. Той отговаря на това с открит бунт и издигане на Леонтий за антиимператор през 484 г. Въстанието е потушено през 488 г. след четиригодишна гражданска война, при която Ил е убит в Исаврия.